# Rein de Waal

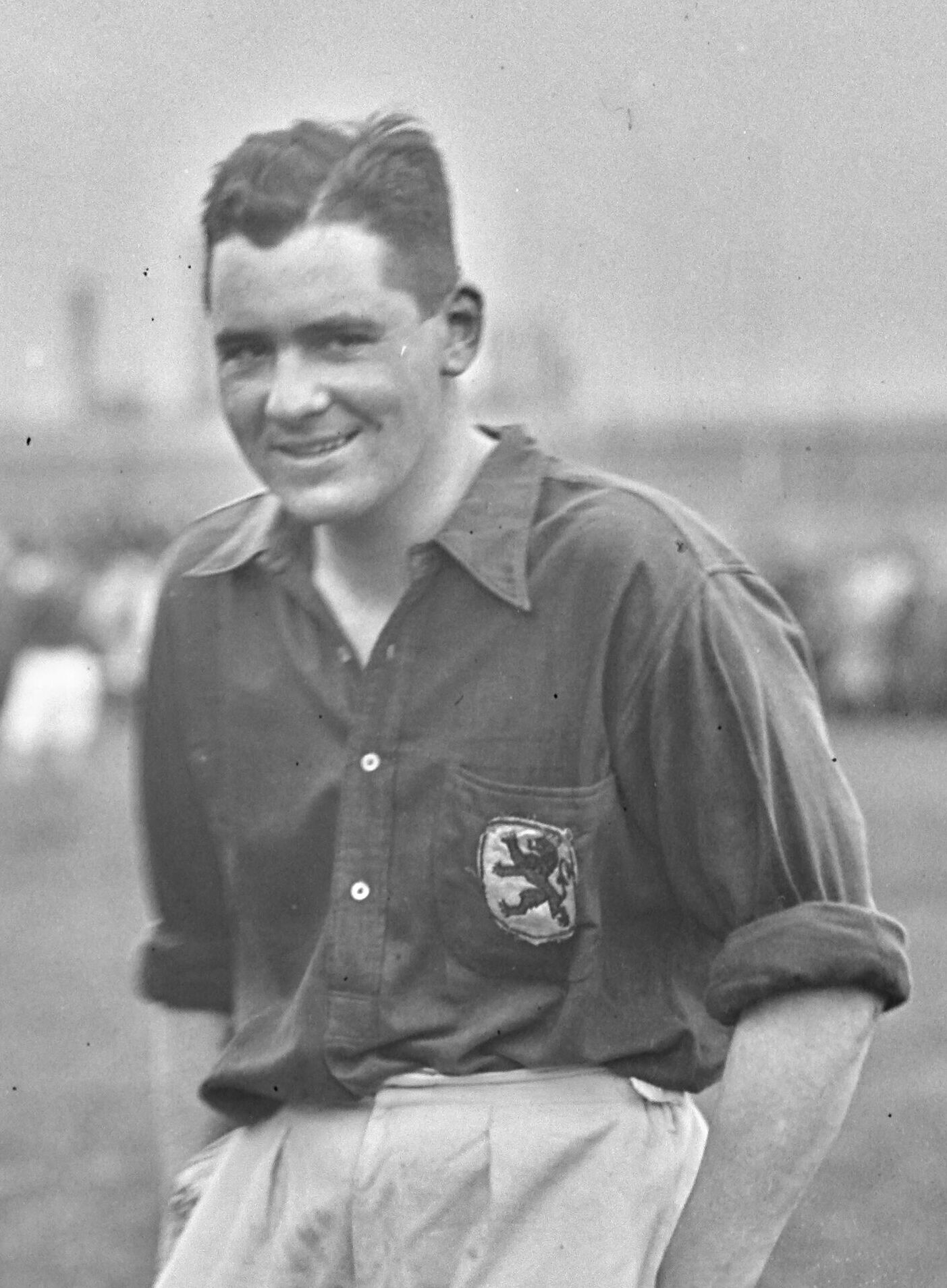
Rein de Waal (1931)

Reindert „Rein“ Berend Jan de Waal (* 24. November 1904 in Amsterdam; † 31. Mai 1985 ebenda) war ein niederländischer Hockeyspieler, der bei den Olympischen Spielen 1928 die Silbermedaille und bei den Olympischen Spielen 1936 die Bronzemedaille erhielt. Als Trainer betreute er die niederländische Nationalmannschaft beim Gewinn der Bronzemedaille bei den Olympischen Spielen 1948 und dem Gewinn der Silbermedaille bei den Olympischen Spielen 1952.

## Karriere
Rein de Waal lernte zunächst die niederländische Variante des Hockeyspiels mit einem flachen Schläger und einem weicheren Ball. Im Vorfeld der Olympischen Spiele 1928 in Amsterdam mussten sich die niederländischen Spieler auf die international üblichen britischen Regeln umstellen und Rein de Waal war einer der Protagonisten dieser Umstellung. 1926 absolvierte die niederländische Mannschaft ihr erstes Länderspiel nach internationalen Regeln gegen die belgische Nationalmannschaft.
Beim olympischen Turnier 1928 war Rein de Waal Kapitän der niederländischen Mannschaft. Die indische Mannschaft gewann die eine Vorrundengruppe vor den Belgiern, in der anderen Vorrundengruppe platzierten sich die Niederländer vor der deutschen Mannschaft. Im Finale trafen die beiden Gruppenersten aufeinander und die indische Mannschaft gewann mit 3:0.
Zu den Olympischen Spielen 1932 entsandten die Niederlande keine Hockeymannschaft. 1936 in Berlin war Rein de Waal weiterhin Deckungsspieler und Kapitän der niederländischen Mannschaft. Die Niederländer gewannen ihre Vorrundengruppe, wobei sie unter anderem die Franzosen mit 3:1 bezwangen. Nach einer 0:3 Halbfinalniederlage gegen die deutsche Mannschaft trafen die Niederländer im Kampf um den dritten Platz erneut auf die Franzosen und siegten mit 4:3.

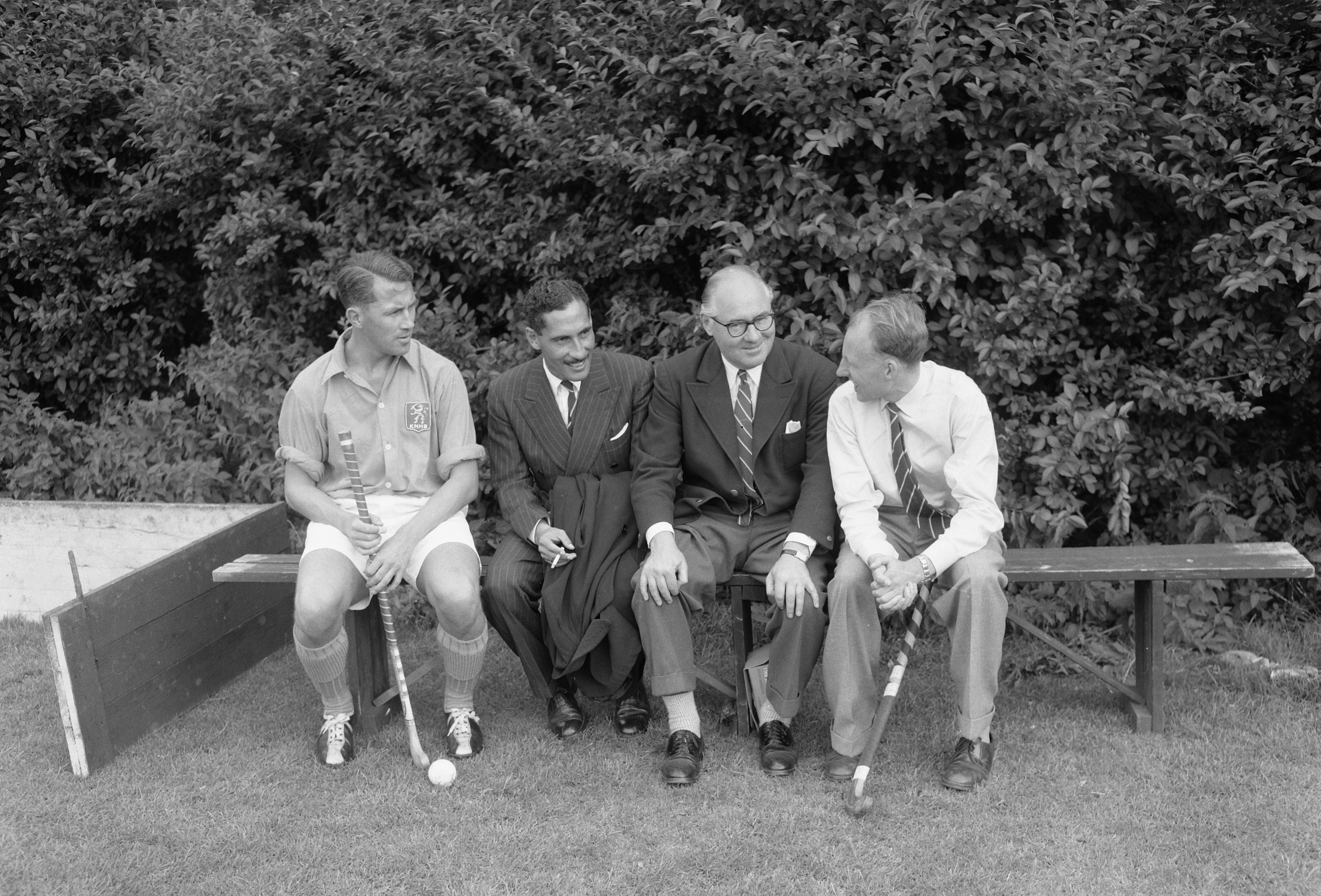
Rein de Waal 1955 (Zweiter von rechts)

Nach dem Zweiten Weltkrieg war Rein de Waal Trainer der niederländischen Mannschaft. In der Vorrunde der Olympischen Spiele 1948 unterlagen die Niederländer der Mannschaft Pakistans mit 1:6. Nachdem die Niederländer im Halbfinale gegen die indische Mannschaft verloren Hatten, trafen sie im Kampf um den dritten Platz erneut auf Pakistan. Das erste Spiel um Bronze endete 1:1, im Wiederholungsspiel gewannen die Niederländer mit 4:1. Vier Jahre später bezwangen die Niederländer im Viertelfinale die Deutschen und im Halbfinale die Mannschaft aus Pakistan. Im Finale unterlagen die Niederländer der indischen Mannschaft mit 1:6. Damit hatte Rein de Waal sowohl als Spieler und als Trainer beim Gewinn einer Silber und einer Bronzemedaille mitgewirkt. 1956 hätte er das niederländische Team noch einmal bei Olympischen Spielen betreuen sollen. Aber nach dem Volksaufstand in Ungarn boykottierten die Niederlande die Spiele in Melbourne.